# Chen Hao
Chen Hao (9 de diciembre de 1979 en Qingdao, Shandong), es una actriz y cantante china.

## Biografía
Chen Hao, comenzó su carrera como actriz en 1998, tras el lanzamiento de su película ganadora titulada "Postman in the Mountains" o el "Cartero en las montañas". Su talento interpretativo,  le dio la oportunidad de trabajar en más películas y series de televisión. No fue sino hasta que en el 2000 y 2001, ganó popularidad después de que participó para una serie de televisión titulada "Li Wei Dang Guan". Ha recibido un reconocimiento Chen Hao, por su fama que estuvo en crecimiento a lo largo de su carrera en 2001, además participó también para una comedia de TV obra titulada "Pink Ladies" en Taiwán. Resultó ser un gran éxito entre la comunidad china, que residen en otros países.

Chen Hao, como una de las heroínas, en las "Pink Ladies", se ganó el corazón de los asistentes del cine por su excelente actuación, interpretando a una persona sensual, en la que fue la atracción del público masculino. Con sus películas y series de televisión, Chen Hao se convirtió en una de las artistas chinas más exitosas.

Chen Hao también incursionó en la música, sobre todo en el canto, su primer álbum fue lanzado al mercado en 2005, año en el que participó en el Festival Internacional de cine de Shanghái. Fue producido por el productor japonés, Tetsuya Komuro. Su álbum homónimo, "Chen Hao", fue premiada por el Canal V, siendo una de las cantantes más populares en 2006.

## Vida personal
Nacida en la ciudad costera de Qingdao, provincia de Shandong, Chen está casada con un magnate de negocios llamado, David Liu Haifeng. Ella dio a luz a una niña en mayo de 2011.

## Cine

### Películas
| Año  | Título                                    | Personaje  | Notas |
| ---- | ----------------------------------------- | ---------- | ----- |
| 1992 | Requital 五湖四海                         | Hsin       |       |
| 1995 | Trouble Maker 蜡笔小小生                  |            |       |
| 1997 | Surveillance 埋伏                         |            |       |
| 1999 | Postmen in the Mountains 那山、那人、那狗 |            |       |
| 2005 | Pretty Swindler 捞女日志                  |            |       |
| 2005 | The Money Tree 摇钱树                     |            |       |
| 2005 | He Who Chases After the Wind 捕风汉子     |            |       |
| 2005 | Gimme Kudos 求求你，表扬我                | Ouyang Hua |       |
| 2006 | Kissed by the Wolves 吻狼                 |            |       |
| 2007 | Twins Mission 双子神偷                    | TV host    |       |
| 2009 | The Founding of a Republic 建国大业       | Fu Dongju  |       |
| 2009 | The Magic Aster 马兰花                    |            |       |
| 2009 | Tiny Dust, True Love 寻找微尘             |            |       |

### Televisión
| Año  | Título                                             | Personaje       | Notas                                     |
| ---- | -------------------------------------------------- | --------------- | ----------------------------------------- |
| 2000 | Lü Buwei: Hero in Times of Disorder 乱世英雄吕不韦 | Yunjiang        |                                           |
| 2001 | Xiucai Doufu 秀才豆腐                              | Yang Jingjing   |                                           |
| 2002 | Li Wei the Magistrate 李卫当官                     | Yue Siying      |                                           |
| 2003 | Zhaimen Nizi 宅门逆子                              | Zhang Suxin     |                                           |
| 2003 | Pink Ladies 粉红女郎                               | Wanrenmi        |                                           |
| 2003 | The Story of Selecting Imperial Concubines 选妃记  | Hehua / Yangliu |                                           |
| 2003 | Demi-Gods and Semi-Devils 天龙八部                 | A'zi            |                                           |
| 2004 | The Luckiest Man 吉祥如意                          | Wan Ruyi        | also known as Tianxia Wushuang (天下无双) |
| 2004 | Shuangxiang Pao 双响炮                             | Lü Xia          |                                           |
| 2004 | Wo De Wulin Nanyou 我的武林男友                    | Cary            |                                           |
| 2005 | Wo Ai Hedong Shi 我爱河东狮                        | Du Yuehong      |                                           |
| 2006 | Shei Wei Ni Zuozheng 谁为你作证                    | Chen Wei        |                                           |
| 2006 | Meinü Ye Chou Jia 美女也愁嫁                       | Shen Tian       |                                           |
| 2006 | Yuwang Zuji 欲望阻击                               | Xiaoxiao        |                                           |
| 2006 | The Great Dunhuang 大敦煌                          | Princess Meiduo |                                           |
| 2007 | Huangshang Er Daye 皇上二大爷                      | Consort Zheng   |                                           |
| 2007 | Da Huaishu 大槐树                                  | Feng Yuan       |                                           |
| 2008 | Wanton and Luxurious Living 纸醉金迷               | Tian Peizhi     |                                           |
| 2010 | Three Kingdoms 三国                                | Diaochan        |                                           |
| 2012 | Stories from the Editorial Board                   |                 |                                           |
| 2015 | My Dad                                             | Wen Ya          |                                           |
| 2021 | Medal of the Republic                              | Li Shiying      | [ 9 ]                                     |